# Segunda División 1988-1989 (Spagna)
L'edizione 1988-89 della Segunda División fu il cinquantottesimo campionato di calcio spagnolo di seconda divisione. Il campionato vide la partecipazione di 20 squadre raggruppate in un unico gruppo. Le prime due della classifica furono promosse in Primera División mentre le ultime quattro furono retrocesse in Segunda División B. Erano previsti i play-off per la terza e la quarta in classifica.

## Classifica finale
|  |     | Classifica 1988-89  | Pt | G  | V  | N  | P  | GF | GS | DR  |
|  | --- | ------------------- | -- | -- | -- | -- | -- | -- | -- | --- |
|  | 1.  | Castellón           | 51 | 38 | 21 | 9  | 8  | 49 | 29 | +20 |
|  | 2.  | Rayo Vallecano      | 49 | 38 | 19 | 11 | 8  | 61 | 36 | +25 |
|  | 3.  | Tenerife            | 48 | 38 | 20 | 8  | 10 | 54 | 36 | +18 |
|  | 4.  | Maiorca             | 48 | 38 | 21 | 6  | 11 | 51 | 26 | +25 |
|  | 5.  | Recreativo Huelva   | 42 | 38 | 16 | 10 | 12 | 46 | 36 | +10 |
|  | 6.  | Racing Santander    | 42 | 38 | 17 | 8  | 13 | 56 | 43 | +13 |
|  | 7.  | Salamanca UDS       | 42 | 38 | 14 | 14 | 10 | 35 | 33 | +2  |
|  | 8.  | Sestao Sport        | 41 | 38 | 14 | 13 | 11 | 39 | 32 | +7  |
|  | 9.  | Figueres            | 41 | 38 | 16 | 9  | 13 | 52 | 50 | +2  |
|  | 10. | Deportivo La Coruña | 40 | 38 | 16 | 8  | 14 | 43 | 35 | +8  |
|  | 11. | Las Palmas          | 40 | 38 | 15 | 10 | 13 | 52 | 53 | -1  |
|  | 12. | Xerez               | 40 | 38 | 13 | 14 | 11 | 40 | 38 | +2  |
|  | 13. | Sabadell            | 39 | 38 | 15 | 9  | 14 | 49 | 43 | +6  |
|  | 14. | Real Burgos         | 36 | 38 | 9  | 18 | 11 | 27 | 34 | -7  |
|  | 15. | Castilla            | 36 | 38 | 13 | 10 | 15 | 50 | 59 | -9  |
|  | 16. | Eibar               | 34 | 38 | 8  | 18 | 12 | 36 | 42 | -6  |
|  | 17. | Barcellona Atlètic  | 28 | 38 | 8  | 12 | 18 | 42 | 58 | -16 |
|  | 18. | Alzira              | 26 | 38 | 9  | 8  | 21 | 29 | 58 | -29 |
|  | 19. | UE Lleida           | 26 | 38 | 8  | 10 | 20 | 29 | 43 | -16 |
|  | 20. | Mollerussa          | 11 | 38 | 3  | 5  | 30 | 19 | 75 | -56 |

### Playoff
|          | Andata | Ritorno |            |
| -------- | ------ | ------- | ---------- |
| Espanyol | 1-0    | 0-2     | Maiorca    |
| Tenerife | 4-0    | 0-1     | Real Betis |

## Verdetti
- Castellón,  Rayo Vallecano,  Tenerife e  Maiorca promosse in Primera División 1989-1990.
- Barcellona Atlètic,  Alzira,  UE Lleida e  Mollerussa retrocesse in Segunda División B 1989-1990.